# Giao thông bằng thuyền cao tốc ở Bangkok
Giao thông bằng thuyền cao tốc là một trong những phương thức giao thông quan trọng và được sử dụng nhiều ở khu vực trung tâm của Bangkok, Thái Lan.

## Khái quát
Trên các kênh và sông, người ta dựng những bến thuyền hai bên bờ đối xứng nhau cho hai chiều lưu thông trên sông giống như các sân ga của giao thông bằng đường sắt. Các thuyền cao tốc có từ 40-50 chỗ ngồi. Tuy nhiên số hành khách phải đứng vì không còn chỗ ngồi trên mỗi thuyền khá nhiều. Cước phí sử dụng thuyền cao tốc dao động từ khoảng 10-20 baht tùy thuộc vào chiều dài di chuyển của mỗi người. Bán vé và kiểm soát vé đều được tiến hành tại các bến thuyền.

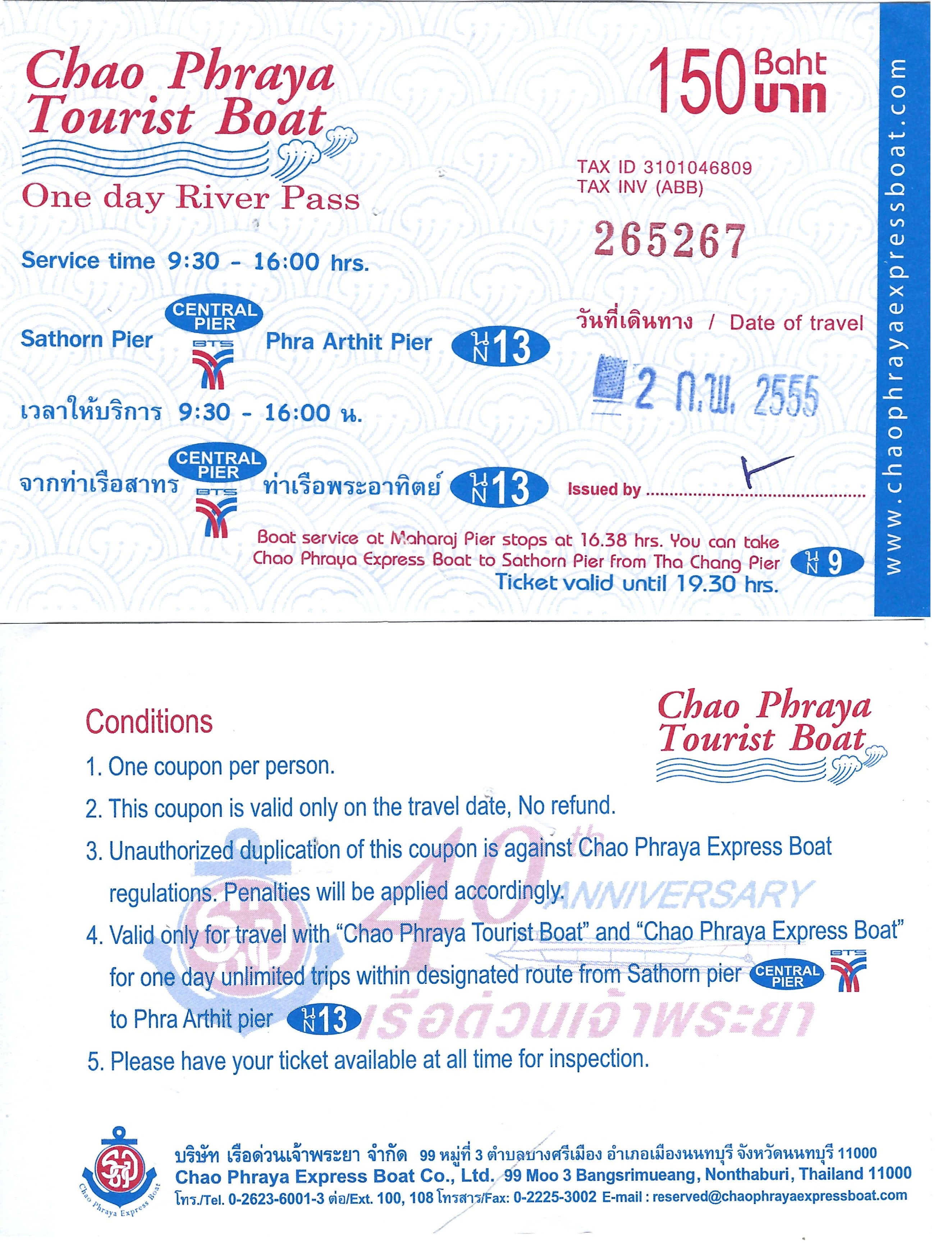
One day Ticket for tourists (2012)

## Các tuyến
Mạng lưới giao thông bằng thuyền cao tốc có 12 tuyến:
1. Khlong Saen Saep
2. Sathon-Klong Toei
3. Golden Mount Line
4. NIDA Line
5. Chao Phraya
6. Bangkok Noi Longtail
7. Sathon-Wat Dao Khanong
8. Sathon-Samut Prakan
9. Khlong Phasi Charoen
10. Khlong Lat Phrao
11. Khlong Prem Prachakhon
12. Khlong Phadung Krung Kasem

Trong đó, tuyến Chao Phraya có mức độ sử dụng lớn nhất. Riêng tuyến này lại có 6 tuyến nhỏ:
- Tuyến trung tâm
- Tuyến cờ da cam
- Tuyến cờ vàng
- Tuyến cờ xanh
- Tuyến cờ lục-vàng (chỉ phục vụ vào thời gian cao điểm)
- Tuyến Ayutthaya (chỉ phục vụ vào cuối tuần, dành cho khách từ Bangkok đi tham quan Ayutthaya bằng đường thủy)

## Hình ảnh

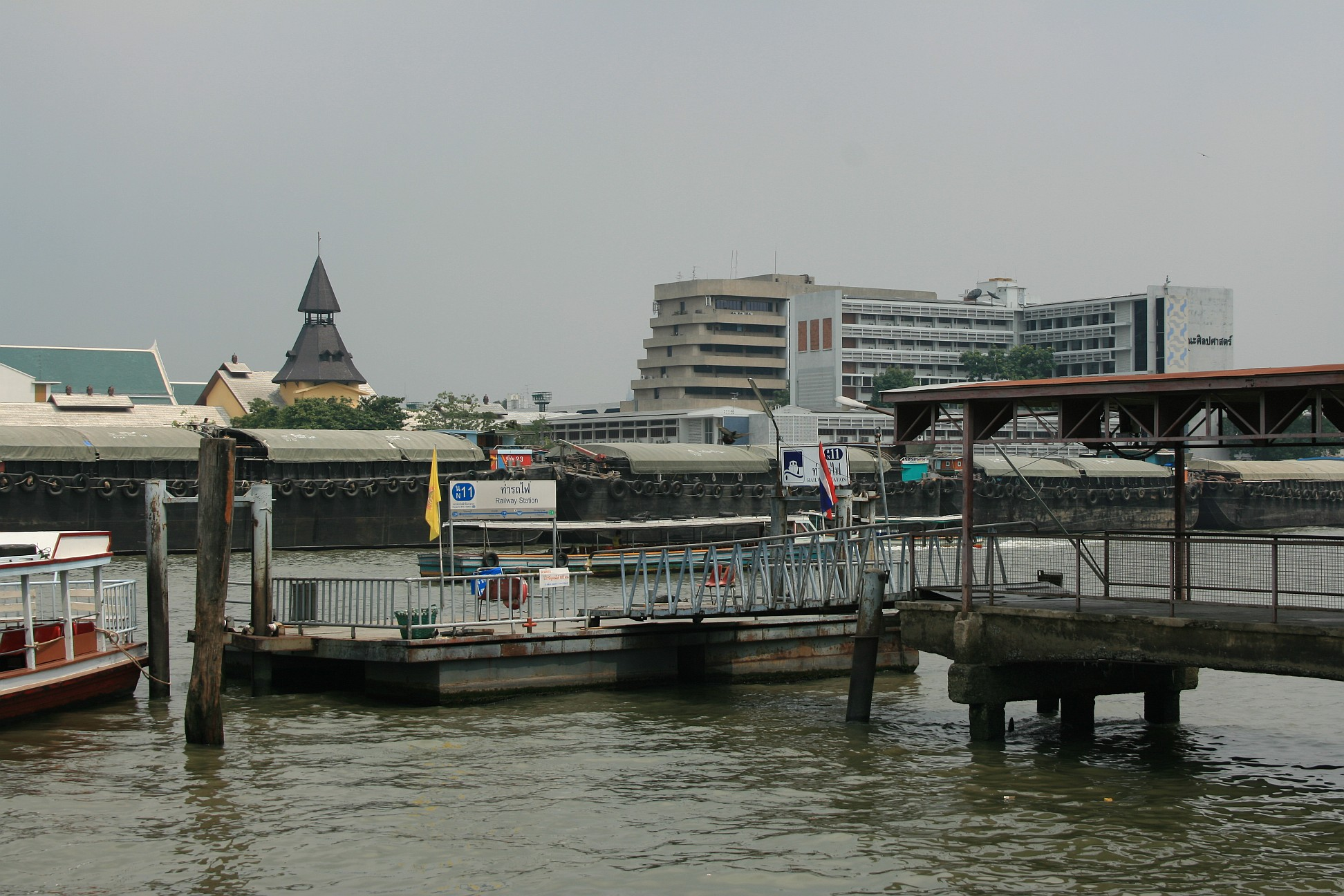
Một bến thuyền thuộc tuyến Chao Phraya
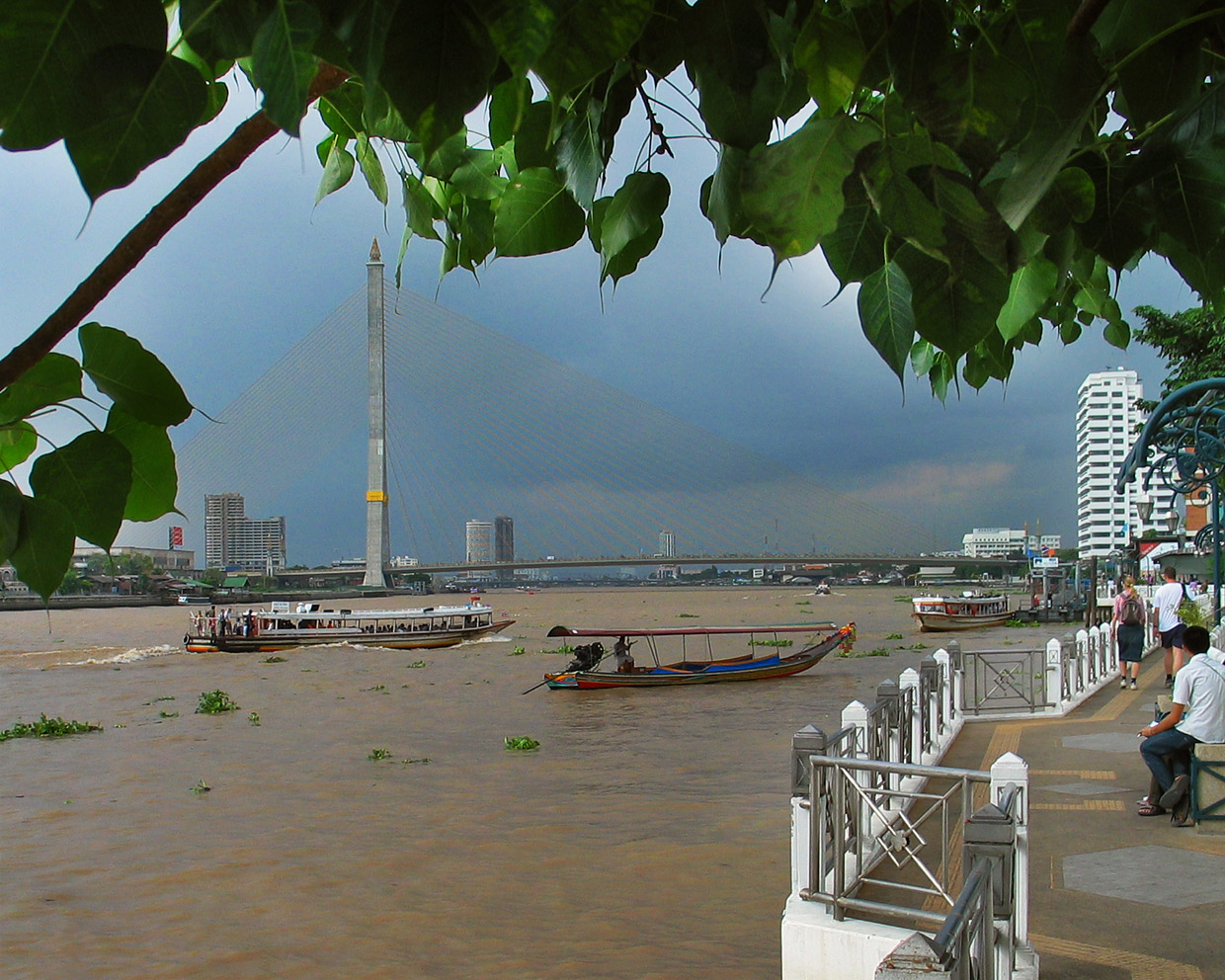
Thuyền cao tốc trên sông Chao Phraya
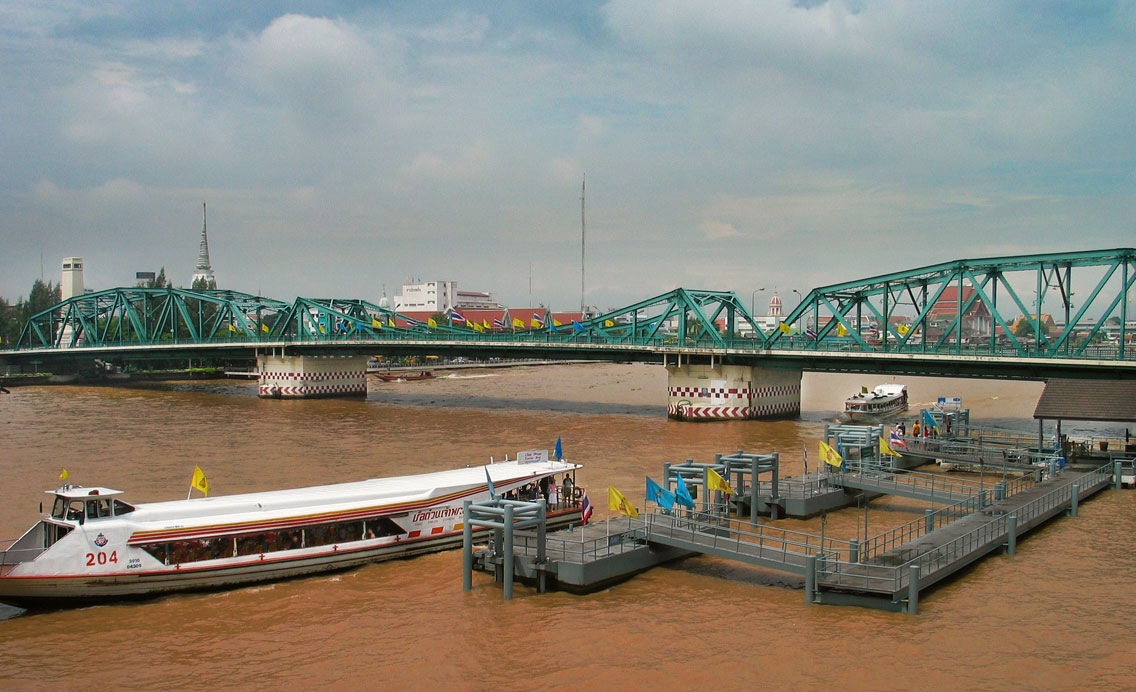
Thuyền cao tốc và bến tàu gần cầu Saphan Phut
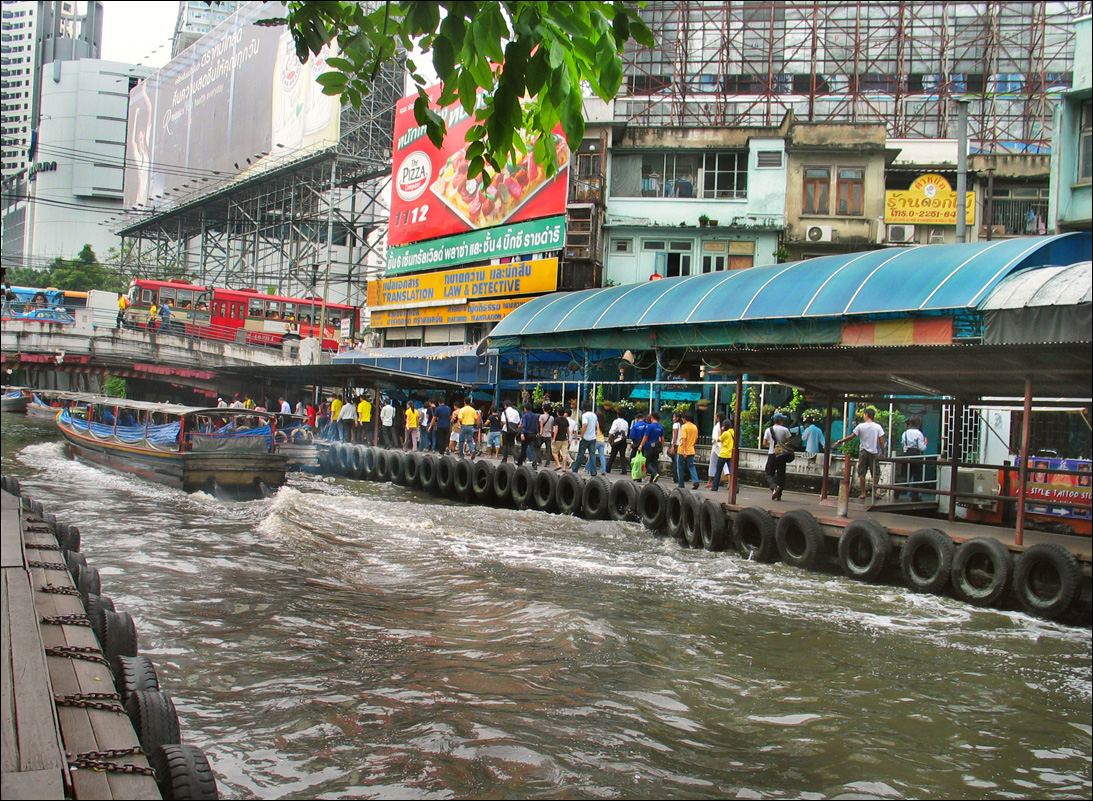
Một bến thuyền ở Pra Tunam
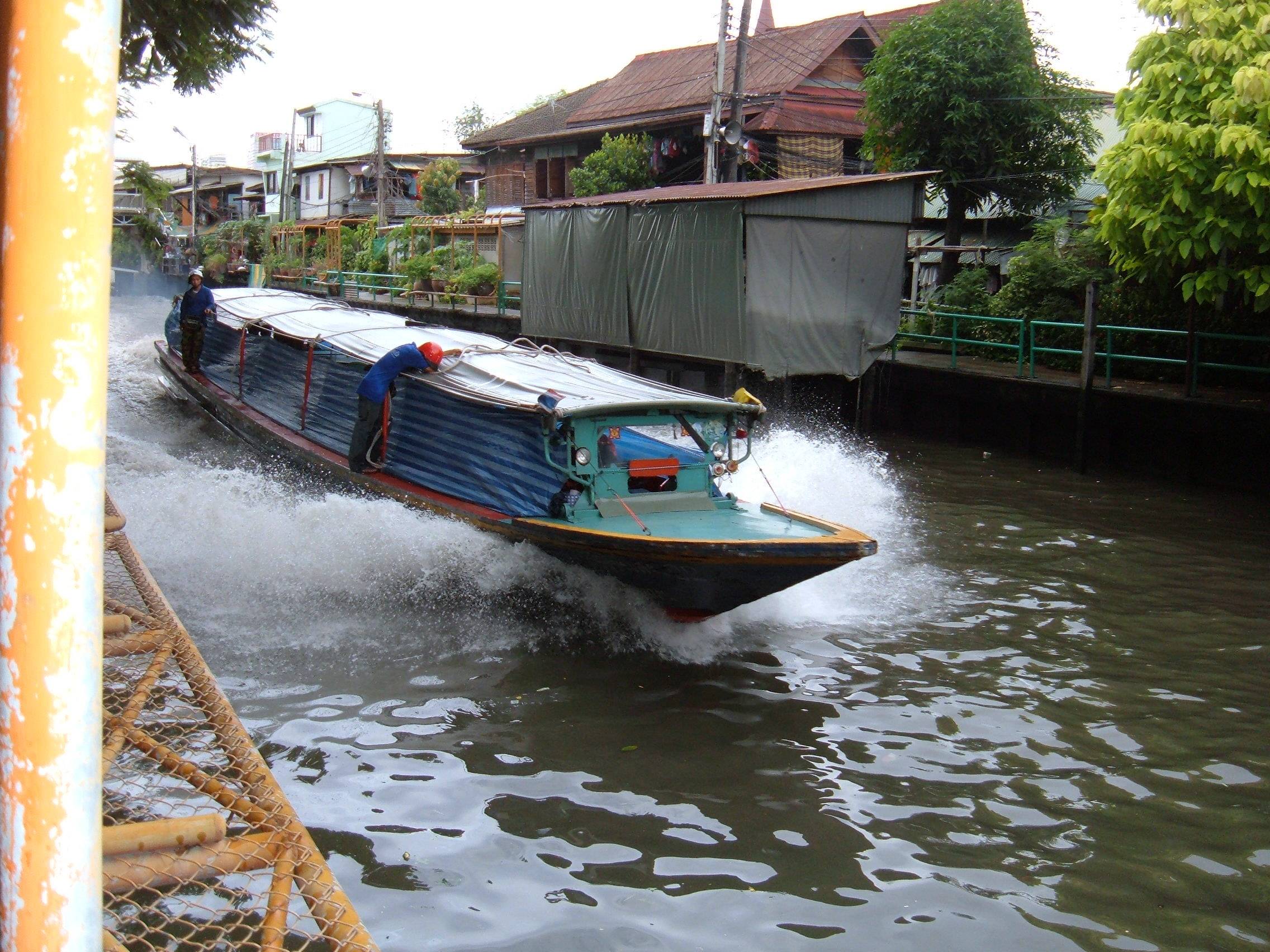
Một chiếc buýt sông Khlong Saen Saep có thể chở 50,000 hành khách mỗi ngày.